# Марди Грасс
Не путать с Марди-гра

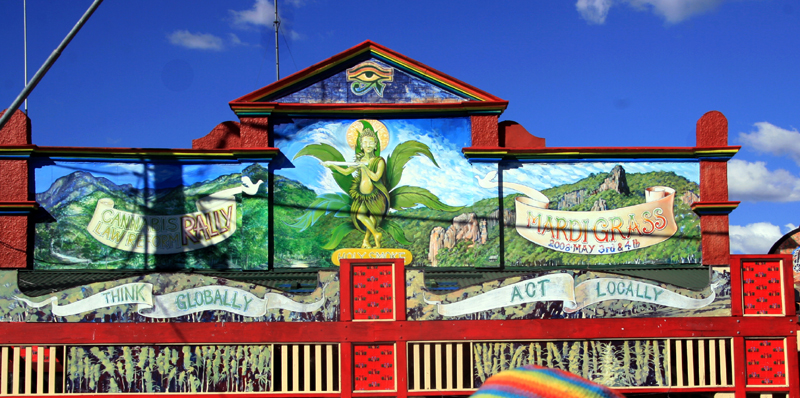
Нимбин, Марди Грасс 2008

Марди Грасс, фестиваль конопли, проводится с 1993 г. в австралийском посёлке Нимбин в первые выходные мая. В фестиваль включены: Конопляная ярмарка, Выставка фермеров промышленной конопли и фирменный рынок Марди Грасс маркет. Последний посвящён не столько продукции, сколько рекламе самого фестиваля — подготовлены тысячи различных сувениров. Параллельно с перечисленным посетители могут побывать на конкурсе конопляной поэзии, посмотреть и приобрести картины в конопляной галерее, принять участие в обширной и экзотической культурной программе. В центральном холле Нимбина с 14:00 до 19:00 на Конопляном собрании выступают почётные гости, писатели и бизнесмены. В отдельно оговоренном месте (Нимбин Ганджа Фэйрс) продаются психотропные продукты из конопли. Организаторы подчеркивают, что Марди Грасс — это «фестиваль духа, почитание жизни и удар по абсурдным и дурным законам».
Среди традиций фестиваля — карнавал автоприцепов, конопляная олимпиада (чемпионат по свертыванию джойнтов и метанию бонгов), «Кубок Конопли» наподобие нидерландского, ночные танцы и антипрогибиционистская демонстрация. Полиция прекратила мешать проведению фестиваля с 1997 г., после того, как несколько нимбинских хиппи приковали себя к патрульным вертолётам и в таком виде дали интервью многочисленным журналистам.

## Галерея

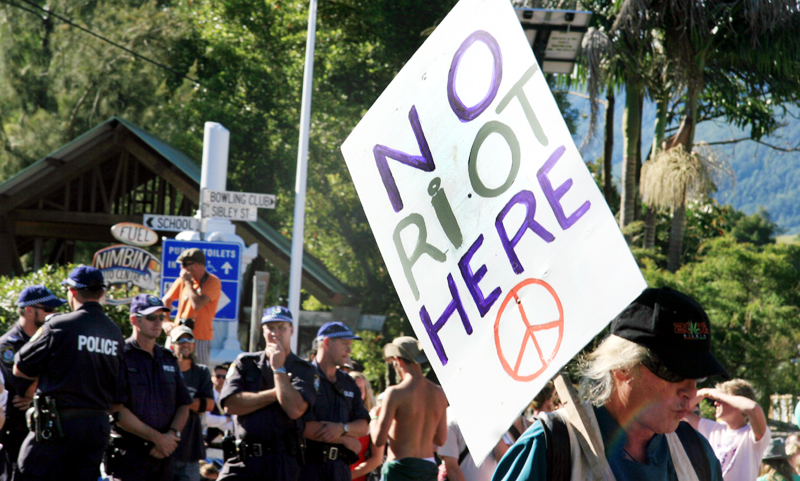
Mardigrass protest 2008
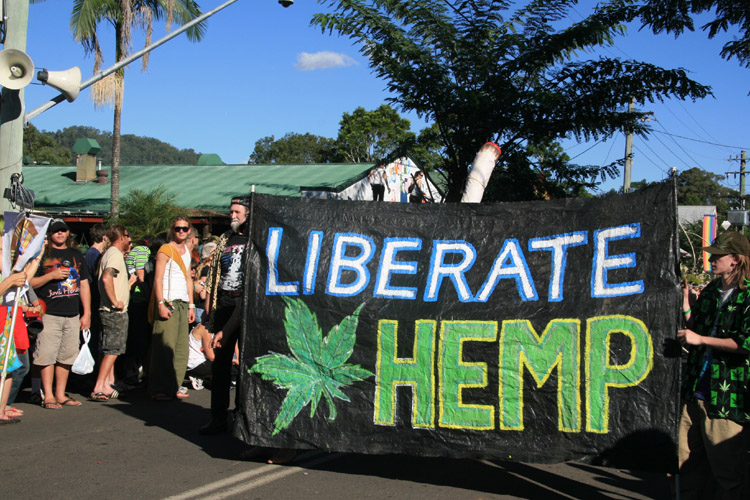
Mardigrass hemp protest 2008
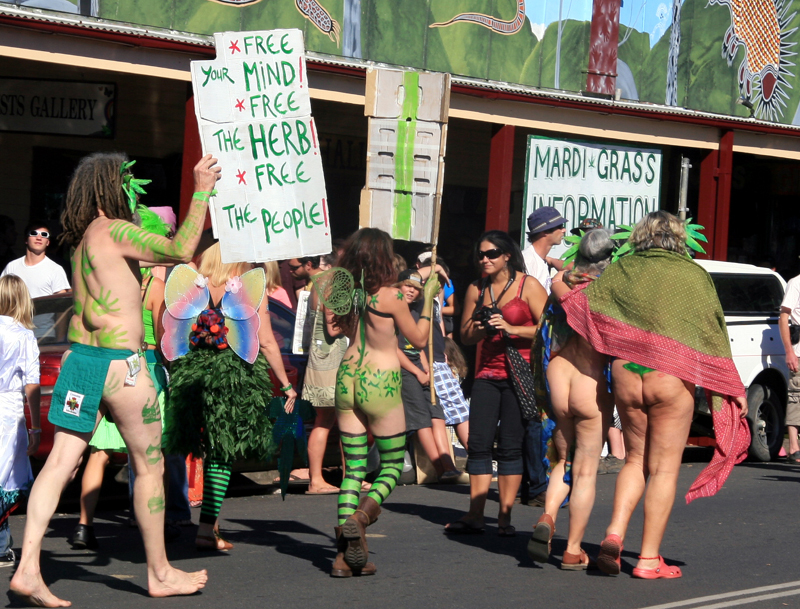
Mardigrass street protest 2008
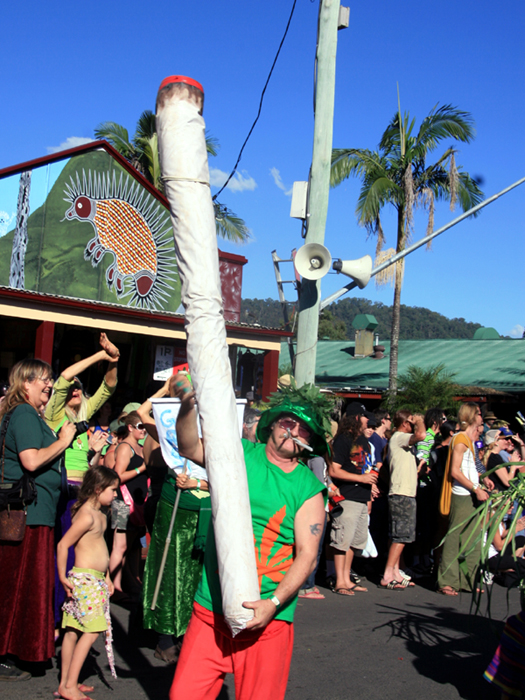
Mardigrass joint protest 2008
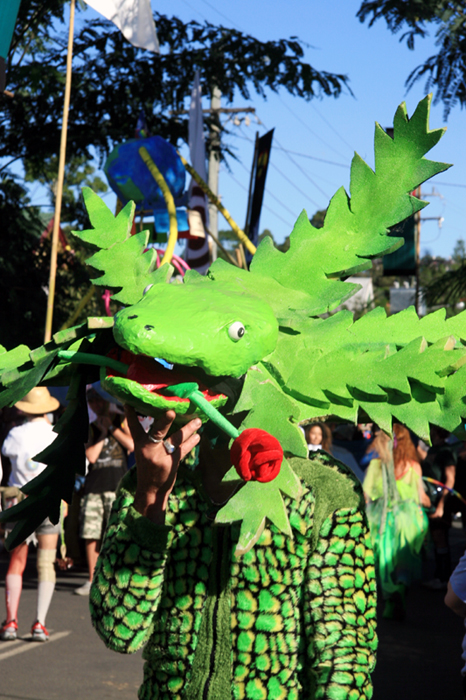
Mardigrass protest 2008
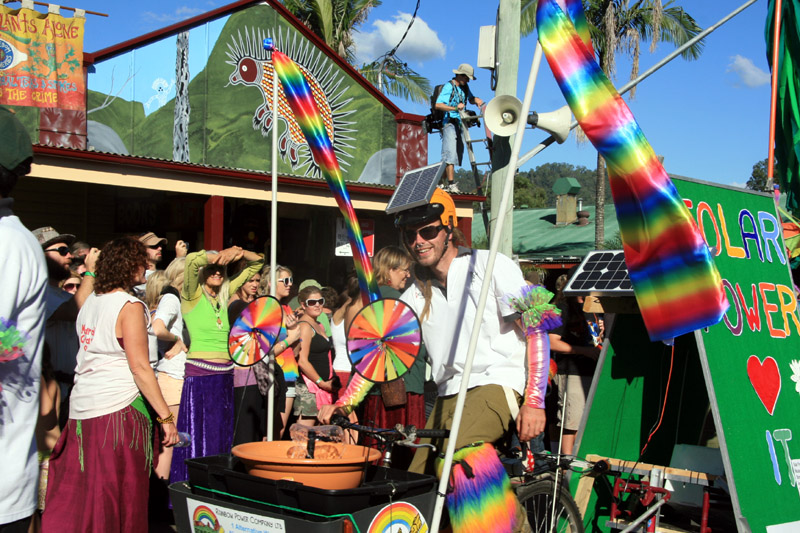
Solar at Nimbin Mardigrass protest 2008
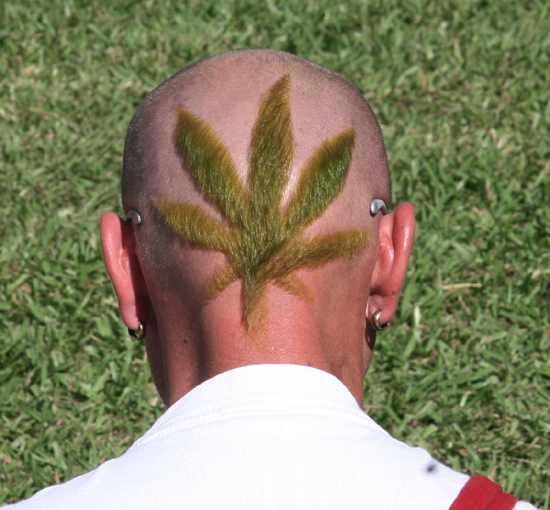
Individual Mardigrass protest 2008